# Колесников, Лев Львович
Ле́в Льво́вич Коле́сников (4 августа 1940 — 26 августа 2018, Москва) — заведующий кафедрой анатомии человека Московского государственного медико-стоматологического университета, доктор медицинских наук, академик РАН, профессор, заслуженный работник высшей школы Российской Федерации, заслуженный деятель науки России.

## Биография
Родился 4 августа 1940 года.
Умер 26 августа 2018 года
В 1964 году окончил Московский медицинский стоматологический институт, затем спецординатуру по челюстно-лицевой хирургии. C 1965 года работал ассистентом на кафедре анатомии человека, с 1969 года —  старшим преподавателем, с 1975 года — доцентом.
В 1998 году работал в составе правительственной экспертной комиссии по идентификации останков царской семьи при проведении анатомо-судебно-стоматологической экспертизы черепов и зубо-челюстного аппарата  9 человек из Екатеринбургского захоронения. 30 января 1998 года правительственная комиссия завершила работу и сделала вывод:
Останки, обнаруженные в Екатеринбурге, являются останками Николая II, членов его семьи и приближенных людей.
Результаты работы опубликованы в журнале «Российские морфологические ведомости» в 1998 году, и в ведущем международном издании «Anatomical Record» – Anatomical Appraisal of the skulls and Teeth Associated the Family of Tsar Nicolay Romanov» в 2001 году.
В 2000 году закончил работу над монографией «Сфинктерный аппарат человека», в которой представил полный перечень и классификацию сфинктерных структур тела человека. Эта монография стала одним из первых отечественных научных исследований по сфинктерологии. В 2004 году Решением Президиума РАМН монография была удостоена премии имени академика В. П. Воробьёва как лучшая работа в области медицины по специальности «нормальная анатомия».
С 1991 года — заведующий кафедрой анатомии человека Московского государственного медико-стоматологического университета. Член редакционных коллегий «Журнала анатомии и гистопатологии» и «Российского стоматологического журнала», журнала «Морфологические ведомости». Президент Научного медицинского общества анатомов, гистологов и эмбриологов (НМОАГЭ).
В 2011 году в соавторстве с профессором Л. Е. Этингеном издал книгу «Мёртвые учат живых». Автор свыше 250 научных публикаций, в том числе более 10 монографий, и нескольких изобретений в области медицины.
Скончался после продолжительной болезни 26-го августа 2018 года в г. Москве. Похоронен на Троекуровском кладбище.

## Публикации
- Анатомия и биомеханика зубо-челюстной системы / Учебное пособие. Под ред. Л. Л. Колесникова, С. Д. Арутюнова, И. Ю. Лебеденко, В. П. Дегтярева. Изд. группа: ГЭОТАР-Медиа — 2009 — 336 с. — ISBN 978-5-9704-1111-7
- Сфинктерология: прошлое и настоящее / Астраханский мед. журнал. — 2007 — №2. — С. 10 — 11.
- Атлас анатомии человека. 4-е издание / Ф. Неттер, Л. Л. Колесников, Изд. группа: ГЭОТАР-Медиа, 2007. — 78 п.л.
- Рецензия на книгу «Лекции по анатомии человека» проф. Л. Е. Этингена / Морфологические ведомости. — 2007 — №№ 1 — 2. — С. 304 — 305.
- Анатомические основы томографии лица / С. С. Михайлов, Л. Л. Колесников. М.: Медицина — 1976 — 215 с.
- Построение и свойства костных структур / Ю. М. Аникин, Л. Л. Колесников. М. — 1993 — 128 с. — Монография.
- Движение, ты прекрасно / Л. Л. Колесников, Б. А. Никитюк, Л. Е. Этинген,  М. — 1993 — 182 с. — Монография.
- Очерки теории и истории анатомии / Л. Л. Колесников, Б. А. Никитюк. М. — 1994 — 197 с.
- Морфо-экспериментальные аспекты реиннервации пересаженного сердца / С. О. Тренин, Л. Л. Колесников. М. — 1995 — 184 с. — Монография.
- Опорные структуры человеческого организма / Л. Л. Колесников, А. П. Сорокин, Ю. М. Аникин, И. Г. Стельникова.  Н. Новгород — 1997 — 146 с. Монография.
- Пищеводно-желудочный комплекс / Л. Л. Колесников, Д. Б. Никитюк, Ю. М. Селин.  М. — 1997 — 140 с. — Монография.
- Вегетативные лицевые боли / Л. Л. Колесников и соавторы.  М.: Медицина — 1999 — 10 печ.л. — 160 с. — Монография.
- Сфинктерный аппарат человека / Л. Л. Колесников. СПб.: Специальная литература — 2000 — 12 печ .л. — 184 с. — Монография.
- Наши зубы: прошлое и настоящее / Л. Л. Колесников.  Изд. группа: ГЭОТАР-Медиа. М. — 2003 — 64 с.
- Нейро-глио-сосудистые отношения в центральной нервной системе / Под редакцией проф. Л. Л. Колесникова. Авторы: Ю. Г. Васильев, В. М. Чучков. Изд. АНК. Ижевск — 2003 — 162 с. Монография.
- Зубы. Прошлое, настоящее и возможное будущее / Л. Л. Колесников.  Москва, Издательство: Медицина XXI — 2007 — 92 с. Монография.
- Развитие, возрастные изменения и аномалии органов человека / Л. Л. Колесников, А. В. Чукбар, Издательство: Медицина XXI — 2004 — 144 с. — ISBN 5-902364-07-8
- Анатомия зубов / Л. Л. Колесников, А. В. Чукбар, Издательство: Медицина XXI — 2007 — 48 с. — ISBN 5-902364-27-2
- Сфинктерология / Л. Л. Колесников, Изд. группа: ГЭОТАР-Медиа — 2008 — 142 с. — ISBN 978-5-9704-0803-2
- Terminologia Anatomica / Международная анатомическая терминология / International Anatomical Terminology / Л. Л. Колесников, Издательство: Медицина — 2003 — 424 с. — ISBN 5-225-04765-3
- Мёртвые учат живых / Л. Л. Колесников, Л. Е. Этинген, М.: Статус Дизайн  2011. — 2011 с.

## Научная деятельность
- 1969 год — кандидатская диссертация
- 1990 год — докторская диссертации
- 2000 год — избран членом-корреспондентом РАМН

## Патенты
- Патент на стереокраниобазиометр[8]
- Способ изготовления коррозионных анатомических препаратов[9]
- Консервирующая жидкость для биологических объектов[10]
- Сетка для гемостаза паренхиматозных органов[11]
- Способ пластинации биологических объектов[12]
- Способ повышения возможности удачной имплантации эмбриона к эндометрию полости матки[13]

## Награды и звания
- Заслуженный работник высшей школы Российской Федерации
- Заслуженный деятель науки Российской Федерации